# Chaka Fattah
Chaka Fattah, al secolo Arthur Davenport (Filadelfia, 21 novembre 1956), è un politico statunitense, membro della Camera dei Rappresentanti per lo stato della Pennsylvania dal 1995 al 2016.

## Biografia
Nato in una famiglia con altri cinque figli, ad Arthur Davenport venne cambiato il nome da bambino in Chaka Fattah. Da adulto si dedicò alla politica con il Partito Democratico e nel 1983 venne eletto all'interno della legislatura statale della Pennsylvania.
Dopo molti anni passati nella legislatura statale, nel 1991 Fattah cercò l'elezione alla Camera dei Rappresentanti, ma venne sconfitto dal compagno di partito Lucien Blackwell. Nel 1994 tuttavia si candidò nuovamente per il seggio e batté Blackwell venendo poi eletto. Da allora venne riconfermato dagli elettori per altri dieci mandati.
Nel 2007 si candidò a sindaco di Filadelfia, ma venne sconfitto nelle primarie.
Nel 2016, travolto da accuse di corruzione, perse le primarie per la Camera contro Dwight Evans e qualche settimana dopo rassegnò le dimissioni da deputato, lasciando il Congresso dopo oltre ventun anni di permanenza. Condannato a dieci anni di carcere, cominciò a scontare la pena nel gennaio del 2017.
Chaka Fattah è un democratico liberale ed era membro del Congressional Progressive Caucus e del Congressional Black Caucus.
Sposato con la giornalista Renee Chenault-Fattah, sorella di Kenneth Chenault, Fattah è padre di tre figlie e un figlio.